# George Earle Buckle
George Earle Buckle, född 10 juni 1854 och död 13 mars 1935, var en brittisk tidningsman.
Buckle redigerade The Times 1884-1912. Han gjorde sig för övrigt känd som levnadstecknare, och fortsatte William Flavelle Monypennys stora biografi över Benjamin Disraeli (band 3-6, 1914-20), utgav drottning Viktorias brev, med mera.